# پتوخوفسکایا (شهرستان ولسکی، استان آرخانگلسک)
پتوخوفسکایا (به لاتین: Petukhovskaya) یک منطقهٔ مسکونی در روسیه است که در استان آرخانگلسک واقع شده‌است.